# ثانو بادمانابان
ثانو بادمانابان (من مواليد 10 مارس 1957) هو عالم فيزياء نظرية وعالم كونيات هندي، تمتد أبحاثه إلى مجموعة متنوعة من الموضوعات في الجاذبية وتشكيل البنية في الكون والجاذبية الكمية.

## نبذة
نشر ما يقرب من 300 بحث ومراجعة في مجلات عالمية وعشرة كتب في هذه المجالات. قدم العديد من المساهمات المتعلقة بتحليل ونمذجة الطاقة المظلمة في الكون وتفسير الجاذبية كظاهرة ناشئة. وهو حاليًا أستاذ متميز في المركز المشترك بين الجامعات لعلم الفلك والفيزياء الفلكية في بونة.

## الروابط الخارجية
- دورة مدتها 50 ساعة مقدمة من بادمانابان حول نظرية حقل الكم (متوفرة على موقع يوتيوب).
- دورة محاضرات عن النسبية العامة لفصل دراسي واحد بواسطة بادمانابان.
- مجموعة أخرى من المحاضرات نسخة محفوظة 10 يناير 2018 على موقع واي باك مشين. (15 ساعة) كتبها بادمانابان عن موضوعات متقدمة في النسبية العامة في دورة «ثلاثية في دورة اللياقة البدنية في سويسرا» (جنيف ، سويسرا).
- الصفحة الرئيسية لبادمانابان